# Вишньовка (Рубцовський район)
Вишньо́вка (рос. Вишнёвка) — село у складі Рубцовського району Алтайського краю, Росія. Адміністративний центр Вишньовської сільської ради.

## Населення
Населення — 376 осіб (2010; 480 у 2002).
Національний склад (станом на 2002 рік):
- росіяни — 89 %